# Aerospace Industrial Development Corporation
L'Aerospace Industrial Development Corporation (in cinese 漢翔航空工業股份有限公司), conosciuta maggiormente con la sigla AIDC, è un'azienda aerospaziale di proprietà statale con sede a Taichung e responsabile della progettazione e produzione aeronautica militare e civile, tra i quali il caccia AIDC F-CK-1 Ching-kuo.
Fondata nel 1969, nel 1983 venne trasferita al Chungshan Institute of Science and Technology. Nel 2000 la AIDC venne divisa in quattro settori:
- Divisione aerostrutturale
- Divisione motoristica
- Divisione di ricerca tecnologica
- Divisione amministrativa

## Produzione
- AIDC F-CK-1 Ching-kuo, aereo da caccia
- AIDC AT-3, aereo da addestramento basico ed attacco al suolo
- AIDC T-CH-1, aereo da addestramento basico
- AIDC PL-1B, aereo da addestramento avanzato
- AIDC XC-2, aereo da trasporto civile (prototipo)
- UH-1H
- F5E/F (produzione F-5E/F su licenza Northrop)